# Passeport marocain
Le passeport marocain (en arabe : جواز السفر المغربي) est un passeport délivré aux citoyens marocains pour les voyages internationaux.
Le royaume du Maroc a mis en circulation depuis le 15 décembre 2009 un passeport biométrique, conforme aux recommandations de l’Organisation de l'aviation civile internationale.

## Types de passeports
Il existe quatre principaux types de passeport marocain :
- Passeport ordinaire (vert) : délivré aux citoyens marocains pour les voyages internationaux.
- Passeport diplomatique (rouge) : délivré aux diplomates, à la famille royale et à certains membres du gouvernement.
- Passeports spécial (bleu) et de service (marron) : délivrés aux hauts fonctionnaires non éligibles au passeport diplomatique ainsi qu'aux représentants de l'Etat en mission spéciale à l'étranger.

## Apparence

### Design de la couverture
Le passeport marocain ordinaire porte sur sa couverture la mention suivante :
- Haut : المملكة المغربية ROYAUME DU MAROC KINGDOM OF MOROCCO ;
- Milieu : Armoiries du Maroc
- Bas : Les mentions جواز سفر PASSEPORT PASSPORT et le signe du passeport biométrique.

### Page d'identité
La page d'identification du passeport ordinaire d'un citoyen marocain contient les données suivantes :
- Photo 35 × 45 mm
- Type de passeport (P)
- Code pays (MAR)
- Numéro de passeport
- Nom et prénom du titulaire
- Nationalité
- Sexe
- Date de naissance
- Lieu de naissance
- Adresse
- Date d'émission
- Autorité émettrice
- Numéro de la carte d'identité nationale
- Date d'expiration
- Signature numérisée
- Zone lisible par la machine

### Langues
Le passeport est intégralement trilingue : arabe, anglais et français.

## Voyages sans visa ou visa apposé à l'arrivée
Les possesseurs d'un passeport marocain régulier peuvent voyager sans visa (), ou obtenir un visa délivré dans le pays d'arrivée, vers plus de 70 pays et territoires.[réf. nécessaire]

### Afrique
| Pays et territoires  | Conditions d'accès |
| -------------------- | --- |
| Angola               | Visa délivré à l'arrivée pour la somme de 120 USD (1 mois) |
| Bénin                | 90 jours |
| Cap-Vert             | 90 jours |
| Comores              | Visa délivré à l'arrivée pour la somme de 30 Euro (45 jours) |
| République du Congo  | Visa délivré à l'arrivée (30 jours) |
| Côte d'Ivoire        | 3 mois |
| Djibouti             | Visa délivré à l'arrivée pour la somme de 30 USD (1 mois) |
| Éthiopie             | Visa délivré sur Internet pour la somme de 72 USD (90 jours) |
| Gabon                | 1 mois |
| Gambie               | 90 jours |
| Guinée               | 3 mois |
| Guinée-Bissau        | Visa délivré à l'arrivée (3 mois) |
| Kenya                | Visa délivré à l'arrivée pour la somme de 50 USD (3 mois) |
| Lesotho              | Visa délivré sur Internet pour la somme de 150 USD (44 jours) |
| Madagascar           | Visa délivré à l'arrivée pour la somme de 140 000 MGA (3 mois) |
| Mali                 | 3 mois |
| Maurice              | Visa délivré à l'arrivée (2 mois) |
| Mauritanie           | Visa délivré à l'arrivée (1 mois) |
| Mozambique           | Visa de 30 jours à l'entrée pour 25 dollars EU |
| Niger                | 3 mois |
| Nigeria              | Visa délivré à l’arrivée (e-visa) |
| Ouganda              | 3 mois, visa à l'entrée pour 50 dollars EU |
| Rwanda               | Visa délivré à l'arrivée pour la somme de 30 USD (1 mois) |
| Sao Tomé-et-Principe | 15 jours |
| Sénégal              | 3 mois |
| Seychelles           | Visa délivré à l'arrivée (1 mois) |
| Somalie              | Visa délivré à l'arrivée pour la somme de 60 USD (1 mois) |
| Somaliland           | Visa délivré à l'arrivée pour la somme de 30 USD (1 mois) |
| Tanzanie             | Visa délivré à l'arrivée pour la somme de 50-200 USD (1 mois) |
| Togo                 | 3 mois |
| Tunisie              | 3 mois |
| Zambie               | 3 mois, visa à l'entrée pour 50 dollars EU [19] |
| Égypte               | Visa délivré à l'arrivée pour les titulaires d'un visa valide et utilisé délivré par l'Australie, le Canada, le Japon, la Nouvelle-Zélande, les États-Unis, le Royaume-Uni ou un État membre de Schengen. (30 jours) |

### Amériques
| Pays et territoires             | Conditions d'accès |
| ------------------------------- | --- |
| Barbade                         | 3 mois |
| Belize                          | 1 mois |
| Bolivie                         | Visa délivré à l'arrivée (3 mois) |
| Brésil                          | 3 mois |
| Costa Rica                      | 1 mois si un visa, résidence, permis de travail ou permis d'études d'au moins six mois des États-Unis ou du Canada est apposé sur le passeport et d'une validité d'au moins 3 mois au moment de l'entrée sur le territoire du Costa Rica, le passeport doit encore être valide 6 mois après l'entrée au Costa Rica. |
| Cuba                            | 30 jours ; l'achat d'une carte touristique avant le voyage est exigé, sauf si la provenance est du Canada |
| Dominique                       | 3 semaines |
| Canada                          | evisa à condition d'avoir eu un visa canadien lors des 10 dernières années ou un visa US en cours de validité. Sinon un visa classique est obligatoire |
| Colombie                        | 3 mois |
| Équateur                        | 3 mois |
| Grenade                         | 3 mois |
| Haïti                           | 3 mois |
| Mexique                         | 3 mois si un visa est en cours de validité des Etats-Unis d’Amérique, d'un pays de l'espace Schengen, du Canada, du Japon ou du Royaume Uni. |
| Nicaragua                       | Visa délivré à l'arrivée pour la somme de 10 USD (90 jours) |
| République dominicaine          | 2 mois si un visa est en cours de validité des Etats-Unis d’Amérique, du Canada, de Grande Bretagne ou des Etats Schengen. · Carte touristique pour la somme de 10 USD si le passeport ne dispose pas de Visas |
| Saint-Vincent-et-les-Grenadines | 1 mois |
| Suriname                        | Visa délivré sur Internet pour la somme de 40 USD (90 jours) |

### Asie
| Pays et territoires | Conditions d'accès |
| ------------------- | --- |
| Azerbaïdjan         | Visa délivré sur internet (30 jours) |
| Birmanie            | Visa délivré sur Internet pour la somme de 50 USD (28 jours) |
| Arabie saoudite     | visa délivré si disposant d'un visa USA, UK ou Schengen en cours de validité                                                                                         |
| Cambodge            | Visa délivré à l'arrivée pour 35 USD (30 Jours) |
| Corée du Sud        | Autorisation Electronique de Voyage (ETA) délivrée en ligne pour 9 USD (90 jours)                                                                                    |
| Hong Kong           | 1 mois |
| Indonésie           | visa d’un mois délivré à l’arrivée pour 35USD |
| Iran                | Visa délivré en ligne ou à l'arrivée (1 mois) |
| Jordanie            | Visa délivré en ligne ou à l'arrivée gratuitement (2 mois) |
| Liban               | Visa délivré à l'arrivée pour la somme de 2 USD (1 mois) |
| Malaisie            | 3 mois |
| Kazakhstan          | 1 mois |
| Laos                | Visa délivré à l'arrivée pour la somme de 30 USD (1 mois) |
| Macao               | 3 mois |
| Maldives            | Visa délivré à l'arrivée (1 mois) |
| Népal               | Visa délivré à l'arrivée pour la somme de 25 à 100 USD (1 mois) |
| Ouzbékistan         | Visa délivré sur Internet pour la somme de 35 USD (30 jours) |
| Philippines         | 3 semaines |
| Sri Lanka           | Visa délivré sur internet pour la somme de 35 USD (30 jours) |
| Syrie               | 3 mois |
| Tadjikistan         | Visa délivré à l'arrivée (45 jours) |
| Turquie             | 3 mois |
| Timor oriental      | |
| Inde                | Visa délivré sur internet |
| Pakistan            | Visa délivré sur internet |
| 🇸🇦 Saudi Arabia     | Visa délivré à l'arrivée (90$) pour les titulaires d'un visa valide et utilisé délivré par les États-Unis, le Royaume-Uni ou un État membre de Schengen. (365 jours) |

### Océanie
| Pays et territoires         | Conditions d'accès                                        |
| --------------------------- | --------------------------------------------------------- |
| Îles Cook                   | 1 mois                                                    |
| Îles Marshall               | Visa délivré à l'arrivée (3 mois)                         |
| Îles Pitcairn               | 15 jours                                                  |
| États fédérés de Micronésie | 1 mois                                                    |
| Niue                        | 1 mois                                                    |
| Palaos                      | Visa délivré à l'arrivée pour la somme de 50 USD (1 mois) |
| Samoa                       | 2 mois                                                    |
| Tuvalu                      | Visa délivré à l'arrivée (1 mois)                         |
| Vanuatu                     | 1 mois                                                    |